# Sergio Krešić
Sergije Krešić, más conocido en España como Sergio Kresic (Split, Croacia - entonces Yugoslavia-, 29 de noviembre de 1946) es un exfutbolista y entrenador de fútbol hispano-croata.
Nacido en Croacia, es un trotamundos del fútbol. Con residencia fija en Marbella, lleva décadas trabajando en el fútbol español, donde ha realizado la mayor parte de su carrera como entrenador.

## Carrera como futbolista
Kresic jugaba como centrocampista organizador. Debutó en el equipo de su ciudad, el Hajduk Split, pero siendo muy joven se marchó de su país para probar suerte en el fútbol estadounidense, jugando en el Cleveland Stockers, una franquicia que solo tuvo dos años de existencia. Tras su etapa americana, pasó por el fútbol belga (KSK Beveren) y volvió a la Liga de su país, donde jugó en dos modestos equipos serbios, el FK Bor y el OFK Belgrado. 
En 1975 fichó por el Burgos CF y comenzó su vinculación con el fútbol español. Con el Burgos vivió un ascenso a la Primera División de España y jugó durante dos temporadas en Primera. Antes de colgar las botas, volvió a jugar en el soccer con el Houston Hurricane de Estados Unidos.

### Clubes como futbolista
| Club              | País           | Año       |
| ----------------- | -------------- | --------- |
| Hajduk Split      | Yugoslavia     | 1964-1968 |
| Cleveland Stokers | Estados Unidos | 1968-1969 |
| KSK Beveren       | Bélgica        | 1969-1970 |
| FK Bor            | Yugoslavia     | 1970-1972 |
| OFK Belgrado      | Yugoslavia     | 1972-1975 |
| Burgos CF         | España         | 1975-1978 |
| Houston Hurricane | Estados Unidos |           |

## Carrera como entrenador
Hajduk Split
Durante la década de los años 80 fue entrenador de los equipos inferiores del Hajduk Split. Por sus manos pasaron futuras estrellas del fútbol croata como Robert Jarni, Igor Štimac, Alen Bokšić, Zvonimir Boban, Slaven Bilić o Aljoša Asanović. En 1986 tuvo finalmente su oportunidad de entrenar al primer equipo. 
Real Burgos CF
En la temporada 1987-88 comenzó su carrera como entrenador en España. Su primera parada en España fue Burgos, ciudad donde ya había estado como jugador una década antes. El Burgos CF, equipo en el que había militado Kresic como futbolista, había desaparecido por deudas, pero en su lugar se había fundado un nuevo club, el Real Burgos, que para 1987 se había logrado abrir camino hasta la Segunda División. Con Kresic en el banquillo, el Real Burgos debutó en Segunda División; el equipo no se reforzó lo suficiente, por lo que no obtuvo grandes resultados (puesto 13.º), pero consiguió el objetivo primario de la temporada, la permanencia, por lo que Kresic fue renovado. En su segunda temporada en el equipo, Kresic acabó siendo cesado, aunque finalmente el Real Burgos salvó la categoría.
CA Marbella
Se puede decir que Sergio Kresic escribió las páginas más brillantes de la historia del desaparecido Club Atlético Marbella. También cimentó buena parte de su prestigio como entrenador en España durante los años que entrenó al club de la Costa del Sol.
En diciembre de 1989 llegó al Club Atlético Marbella, equipo situado por aquel entonces en la Segunda División B y hundido con 7 puntos en el fondo de la clasificación. Su actuación al frente del equipo fue notable, pero se vio incapaz de salvar la categoría debido a la desventaja con la que partía el equipo. El club llegó a la última jornada con posibilidades de salvación, pero un empate en la última jornada contra el Salud, fallando además Diego Quintero un penalti, manda al equipo andaluz a la Tercera División.
El club renueva su confianza en Kresic para intentar el ascenso. La temporada siguiente (1990-91), Kresic planifica toda la plantilla desde el inicio y el Atlético Marbella queda primero del grupo IX de Tercera División, batiendo todos los registros (equipo más goleador, menos goleado, más victorias y menos derrotas) y en la liguilla de ascenso consigue volver a 2.ª B.
En la temporada 1991-92, el club se plantea mantener la categoría, pero con un gran comienzo, el Atlético Marbella se coloca en los primeros puestos de la clasificación. Finalmente, acaba la temporada como primero y consigue el ascenso a 2.ª A, tras empatar el último partido ante el Yeclano y quedar primero en la liguilla de ascenso. Kresic se convierte así en el técnico que lograba el primer ascenso de la historia del Marbella a Segunda División.
En la temporada 1992-93, el Atlético Marbella debuta en la 2.ª A y Kresic sigue confiando en los jugadores base que les llevaron ascender desde Tercera a 2.ª División A como Leal, Pacheta, Loren, Olías, Lozano, Quintero, Sousa, Chaparro, Momparlet, etc., junto con los fichajes de Armando, Esteban, Tilico, Juric, etc. Tras un comienzo digno, situándose en la mitad de la tabla, el Marbella se coloca entre los cuatro primeros de la clasificación. Pero a falta de siete partidos para finalizar la temporada, el entonces alcalde de Marbella, Jesús Gil, decide primero apartar del equipo a Sergio Kresic y a continuación cesarle como entrenador del Marbella. Todo esto afecta al equipo, que termina la temporada en mitad de la tabla tras haber estado muy cerca de la Primera División.[cita requerida]
Real Betis
Poco después, fue contratado por el Real Betis Balompié, pero terminó siendo destituido en marzo de 1994, dejando al equipo verdiblanco en 8.ª posición.
CP Mérida
Los tres años siguientes, ocupó el banquillo del Club Polideportivo Mérida, con el que consiguió el primer ascenso a Primera División de un club extremeño en su primera campaña. Fue cesado en febrero de 1997, con el equipo ocupando el 2.º puesto en Segunda División.
Real Valladolid
Su siguiente destino fue el Real Valladolid, al que entrenó durante casi dos temporadas, asegurando la permanencia en Primera División en ambas campañas.
UD Las Palmas
En 1999, fichó por la UD Las Palmas y consiguió su tercer ascenso, llevando al conjunto canario a Primera División tras 13 temporadas de periplos por Segunda División A y B. En la máxima categoría logró la permanencia para el equipo amarillo, que finalizó 11.º con 46 puntos, pero no continuó en el banquillo.
RCD Mallorca
En octubre de 2001, recaló en el RCD Mallorca, al que dirigió durante gran parte de la temporada 2001-02; pero fue despedido a falta de dos jornadas para el final del campeonato, con el equipo balear como 18.º clasificado (igual que a su llegada).
Recreativo de Huelva
Posteriormente, durante la década de 2000, Kresic entrenó a diferentes equipos españoles. En noviembre de 2003, se incorporó al Recreativo de Huelva, dejando el equipo onubense cuando era sexto a dos jornadas para el término de la Liga.
Real Valladolid
A continuación, inició su segunda etapa en el Real Valladolid; siendo despedido en marzo de 2005, tras encadenar 6 partidos consecutivos sin ganar y con el equipo blanquivioleta como 7.º clasificado.
Real Murcia
En enero de 2006, firmó por el Real Murcia para entrenarlo en la segunda vuelta del campeonato 2005-06. Logró la permanencia en la categoría de plata, pero fue sustituido por Lucas Alcaraz en el banquillo de La Condomina.
Hajduk Split
Posteriormente, en 2007, volvió a entrenar al Hajduk Split, aunque dimitió tras poco más de un mes en el cargo.
CD Numancia
El 1 de julio de 2008, se anunció que entrenaría al Club Deportivo Numancia de Soria durante la temporada 2008-09, en el regreso de este equipo a la Primera División española. Tuvo un buen comienzo de Liga, pero finalmente fue destituido el 17 de febrero de 2009, dejando el conjunto soriano en puestos de descenso.
UD Las Palmas
En la temporada 2009-10, fue contratado por la UD Las Palmas, en su segunda etapa en el equipo amarillo. Fue cesado el 12 de abril de 2010, con el conjunto insular a dos puntos del descenso.
Hajduk Split
En 2012, fue contratado como director deportivo del Hajduk Split, club donde estaría hasta mayo de 2013.

### Clubes como entrenador
| Club                                 | País       | Año       |
| ------------------------------------ | ---------- | --------- |
| Hajduk Split (categorías inferiores) | Yugoslavia | 1983-1987 |
| Hajduk Split                         | Yugoslavia | 1986      |
| Real Burgos                          | España     | 1987-1988 |
| CA Marbella                          | España     | 1989-1993 |
| Real Betis Balompié                  | España     | 1993-1994 |
| Mérida                               | España     | 1994-1997 |
| Real Valladolid                      | España     | 1997-1999 |
| UD Las Palmas                        | España     | 1999-2001 |
| RCD Mallorca                         | España     | 2001-2002 |
| Recreativo de Huelva                 | España     | 2003-2004 |
| Real Valladolid                      | España     | 2004-2005 |
| Real Murcia                          | España     | 2006      |
| Hajduk Split                         | Croacia    | 2007      |
| CD Numancia de Soria                 | España     | 2008-2009 |
| UD Las Palmas                        | España     | 2009-2010 |
| Hajduk Split (director deportivo)    | Croacia    | 2012-2013 |